# 2018年环法自行车赛
2018年环法自行车赛是第105届环法自行车赛，三大自行車環賽之一。7月7日从法国努瓦尔穆捷昂利勒开始比赛，经过21个赛段、3351公里的比赛，于7月29日在法国巴黎香榭丽舍大街结束比赛。
共有176名车手和22个车队参加比赛。

## 外部連結
- 官方网站